# Friedrich Hanisch
Friedrich Hanisch (* 29. Oktober 1838 in Rokitnitz, Königgrätzer Kreis, Böhmen; † 31. Januar 1912 in Graz) war Fabriksbesitzer und Abgeordneter zum Österreichischen Abgeordnetenhaus.

## Leben
Friedrich Hanisch war Sohn des Webers Josef Hanisch († 1870). Er arbeitete 17 Jahre lang als Chemiker bei der Firma Franz X. Brosche in Prag, danach als Brauereidirektor in Böhmen (zuerst beim Bürgerlichen Brauhaus in Pilsen, danach bei der Ersten Aktienbrauerei in Eger). Ab 1884 war er Direktor der Brauerei Franz Schreiners Söhne in Graz. Ab 1889 war er bei der Ersten Grazer Actienbrauerei in Puntigam in Straßgang. Im Jahr 1890 wurde er Mitgründer und Gesellschafter der Grazer Glasfabrik Hanisch, Hildebrand & Co und von 1908 bis 1910 war er Präsident der Grazer Glasfabrik AG in Algersdorf (Gemeinde Eggenberg). 1910 verkaufte er die Firma an die AG für Glasindustrie vormals Friedrich Siemens in Dresden.
Es wurden ihm die Titel Kaiserlicher Rat und Kommerzialrat verliehen.
Er war römisch-katholisch und ab 1868 verheiratet mit Marie Rzimek, mit der er keine Kinder hatte. Sein Bruder hieß Julius Hanisch.

## Politische Funktionen
Friedrich Hanisch war vom 31. Januar 1901 bis zum 30. Januar 1907 Abgeordneter des Abgeordnetenhauses im Reichsrat (X. Legislaturperiode) und vertrat dort für das Kronland Steiermark die Kurie Handels- und Gewerbekammer Graz. Sein Vorgänger war Ferdinand Ludwig.

## Klubmitgliedschaften
Friedrich Hanisch war Mitglied im Verband der deutschen Volkspartei.